# اصغر صادقی
مهندس اصغر صادقی(زاده ۱۳۲۴ – درگذشته ۱۷ بهمن ۱۳۸۷) از اعضای مؤسس انجمن حجتیه مهدویه از جوانی تحت تعلیمات شیخ محمود حلبی قرار گرفت و به عضویّت انجمن حجتیّه در آمد. دوران جوانی را زیر نظر شیخ محمود حلبی به آموختن اصول اعتقادی شیعه گذراند و در عین حال به مبارزه با دین بهاییت پرداخت. همین تعالیم باعث شد تا او در آینده، به عنوان یک نویسندهٔ مذهبی شاخص مطرح شود. در سال‌های دههٔ چهل شمسی، بنا بر درخواست یکی از علمای کرمان، برای مبارزه با بهاییّت از سوی شیخ محمود حلبی مأموریت یافت و مدّت ۳ سال در کرمان زندگی کرد و ضمن مقابله با بهاییت، انجمن کرمان را پایه گذاشت.

## آثار
کتاب‌های ذیل، برخی تألیفات او هستند:

۱- موعود روزگاران

۲- موعود غدیر: سیمای حضرت مهدی عجّل الله تعالی فرجه الشریف به روایت غدیر

۳- چشم‌انداز: دریچه‌هایی معرفتی به آفاق مهدویّت

۴- بر افق روشنی‌ها: هشت گفتار در باب غیبت، ظهور و انتظار

۵- جلوه‌های غربت
		
۶- دیار محبّت: نگاهی نو به مباحث مهدویّت

۷- حرفی از هزاران: گزیده‌ای از فضائل امیرمؤمنان علیه السّلام در شرح نهج‌البلاغه ابن‌ابی‌الحدید

۸- همگام با نهضت حسینی

۹- سفیران آسمان: تبیین رسالت نبوی در بیان رسای علوی

۱۰- قرآن، خاستگاه ولایت

۱۱- مناجاتی از امام سجاد علیه السّلام: دعای ابوحمزهٔ ثمالی

۱۲- بر بساط نیایش

۱۳- آموزش مقاله‌نویسی
		
۱۴- خطوط کلّی روش تحقیق در منابع اسلامی

۱۵- صبح امید (به قلم ایشان و به نام یکی از دوستان وی) 
- او تألیفات بسیاری نیز به صورت جزوات درسی جلسات مذهبی و هم‌چنین مقالات منتشر شده در مطبوعات از خود به جای گذاشته‌است.
- نام وی به عنوان ویراستار برخی از کتب از جمله کتاب «خاستگاه خلافت: سقیفه، نقطهٔ جدایی خلافت و امامت» ترجمهٔ «السقیفة و الخلافة» استاد عبدالفتّاح عبدالمقصود که با ترجمهٔ دکتر سیّد حسن افتخارزاده منتشر شده‌است نیز به چشم می‌خورد.

## شاگردان
او در طول بیش از ۴۰ سال عضویت در انجمن حجتیّه، جلسات بسیاری را اداره می‌کرد و به عنوان مدرّس در آن‌ها به تعلیم و تربیت جوانان می‌پرداخت.

## احاطه بر ادبیات
اصغر صادقی اشعار زیادی از بر داشت و به هنگام سخنرانی یا در نوشتن کتاب‌های متعدّدش، از این اشعار به فراخور مطلب استفاده می‌کرد. نوع نوشته‌های او نیز از نظر نگارشی و محتوایی بسیار غنی و کم غلط است.

## مرگ
سرانجام در ظهر روز ۱۷ بهمن سال ۸۷، بر اثر بیماری سرطان درگذشت. پیکر او در حضور شاگردان و دوستانش از منزل شخصی‌اش در منطقه دزاشیب تهران تشییع شد و مراسمی در مسجد قبای تهران و هیأت قائمیهٔ تهران برای او برگزار شد. جعفر سبحانی از مراجع تقلید، به مناسبت درگذشت او پیام تسلیتی صادر کرد و سایتهای خبری مرگ او را پوشش خبری دادند.از جمله سایت‌های آینده‌نیوز، شیعه‌نیوز، شیعه‌آنلاین، دانشگاه ادیان و مذاهب . جسد اصغر صادقی جمعه ۱۸ بهمن ۸۷ تشییع و سپس درقطعه ۲۴۲ بهشت زهرا (ردیف ۶۸، شماره ۶) دفن شد.